# Egy életen át
Egy életen át (węg. Przez życie) – czwarty album zespołu Depresszió, wydany na CD i MC w 2004 roku. Album spotkał się z pozytywnym odbiorem na Węgrzech.

## Lista utworów
1. "Intro" (1:43)
2. "Itt benn" (3:50)
3. "Én azt üvöltöm" (3:19)
4. "Egy életen át" (4:00)
5. "Rajtad áll" (3:25)
6. "Nem akarok elszakadni" (3:16)
7. "Legyen a Föld!" (4:15)
8. "Múlnia muszáj" (3:38)
9. "A két kezünkben" (3:47)
10. "Lázadj fel!" (3:30)
11. "Mindkét énem" (3:31)
12. "Éjszaka egyedül" (4:09)
13. "Tűzön és vízen át" (8:11)

## Skład
- Ferenc Halász (wokal, gitara)
- Ádám Hartmann (gitara)
- Dávid Nagy (instrumenty perkusyjne)
- Zoltán Kovács (gitara basowa)